# Høylandet
Høylandet est une kommune norvégienne située dans le comté de Trøndelag. Elle fait partie de la région du Namdalen.

## Géographie
La commune s'étend sur un territoire de 754,71 km2 dans le nord-est du comté. Elle comprend 
Høylandet, son centre administratif, ainsi que les villages de Kongsmoen et Vassbotna.

## Histoire
La commune a été créée en 1901 par détachement d'une partie de celle de Grong.